# Bătălia de la Makryplagi
Bătălia de la Makryplagi sau Makry Plagi a avut loc între forțele Imperiului Bizantin și Principatul latin Ahaia în 1263/1264. Puterea bizantinilor s-a diminuat prin dezertarea numeroșilor lor mercenari turci la ahei, nemulțumiți fiind de neplata soldei. În trecătoarea Makryplagi, bizantinii au suferit o înfrângere grea, care împreună cu înfrângerea lor din bătălia de la Prinitza din anul precedent a pus capăt (temporar) încercării lor de recucerire a peninsulei Moreea.

## Cadru
După Bătălia din Pelagonia (1259), împăratul bizantin Mihail al VIII-lea Paleologul (domnie 1259-1282) a obținut o serie de cetăți în sud-estul Peloponezului (Moreea), care au fost cedate de prințul de Ahaia, William al II-lea de Villehardouin (domnie 1246) –1278) în schimbul eliberării sale. De asemenea, William a jurat supunere ca vasal al lui Mihail, dar imediat ce s-a întors în Moreea a renunțat la acest jurământ și a început să negocieze cu Papa și alte puteri latine pentru o alianță împotriva bizantinilor.
Războiul a izbucnit la sfârșitul anului 1262 sau 1263, când Mihail al VIII-lea a trimis o expediție în Moreea. Această armată a fost formată în principal din mercenari turci și trupe grecești din Asia Mică și era condusă de fratele său vitreg, sebastokrator-ul Constantin Paleologul, fratele vitreg al împăratului. Constantin s-a bucurat inițial de succes, cucerind o mare parte din Laconia și avansând spre nord, urmărind să preia capitala Andravida. Cu toate acestea, a fost învins de o forță latină mult mai mică la bătălia de la Prinitza, iar armata sa s-a împrăștiat.

## Încăierarea de la Mesiskli și asediul de la Nikli
La începutul anului 1263 sau 1264, Constantin Paleologul a decis să reia operațiunile, cu scopul final de a supune definitiv Principatul Ahaia. Și-a adunat trupele, a intrat pe teritoriul controlat de ahei și a avansat până la Sergiana, la nord de Elis, unde și-a instalat tabăra într-un loc numit „Sf. Nicolae de Mesiskli”. William cu propriile sale trupe a mers în întâmpinarea lui și și-a pregătit oamenii ca să fie gata de luptă. Conform Cronicii din Moreea, conducătorul avangardei bizantine, megas konostaulos Mihail Cantacuzino, a mers călare dinspre liniile bizantine, dar calul său s-a împiedicat și a fost ucis de ahei. Consternat de moartea celui mai curajos locotenent al său, sebastokrator-ul Constantin s-a retras și a continuat să asedieze cetatea Nikli (Tegea).
Acolo, însă, mercenarii turci, peste 1.000 de călăreți conduși de Melik și Shalik, l-au confruntat și i-au cerut salariul care n-a mai fost plătit de șase luni. Iritat de această cerere și îngrijorat de lipsa de succes de până acum, sebastokratorul a refuzat supărat, după care cele două căpetenii au dezertat în tabăra lui William cu cea mai mare parte a oamenilor lor. Această dezertare a dus la prăbușirea moralului bizantinilor. Constantin, prefăcându-se bolnav, a decis să ridice asediul și a plecat din Moreea spre Constantinopol, lăsându-l la comandă pe megas domestikos-ul Alexios Philes și pe parakoimomenos-ul Ioan Makrenos.

## Bătălia și urmările

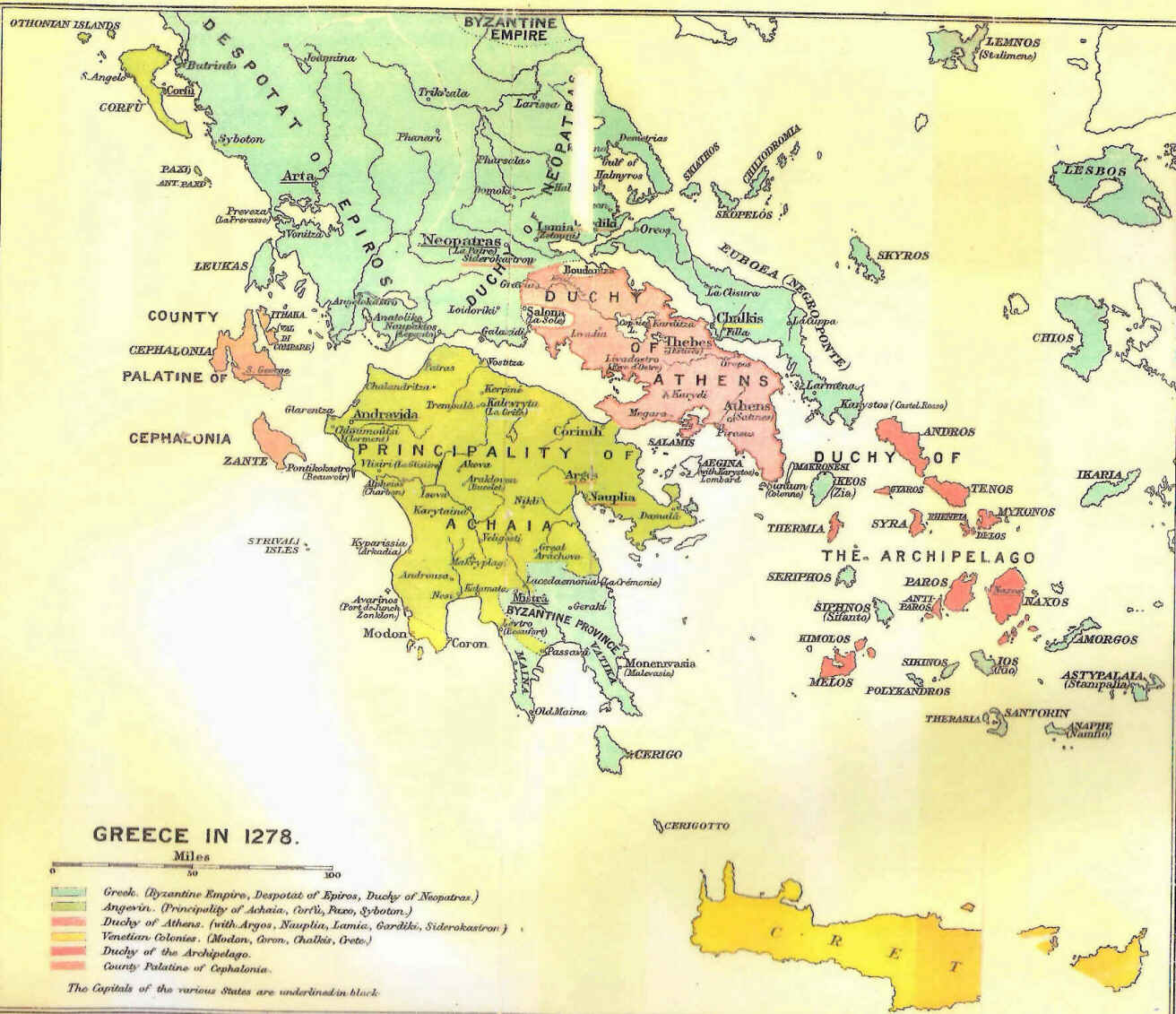
Grecia în 1278

Philes a luat armata și a mărșăluit spre Messenia, unde a ocupat trecătoarea Makryplagi, situată lângă Castelul Gardiki, la granița Messeniei cu Peloponezul central. William, întărit de experimentatul contingent de turci, având acum o armată superioară, a mers spre Messenia pentru a apăra fertila provincie. Armata lui a atacat bizantinii, în ciuda faptului că dețineau poziții puternice pe teren înalt. Primele două atacuri au fost respinse, dar al treilea atac, condus de comandantul lui William, Ancelin de Toucy, i-a învins pe bizantini, care au fugit în dezordine.
Debandada bizantină a fost totală, iar generalii Philes, Makrenos și Alexios Kaballarios, împreună cu mulți nobili greci, au fost prinși. Prizonierii au fost aduși în fața lui William la Veligosti; acolo a avut loc o conversație remarcabilă între prinț și Philes, care ilustrează pozițiile respective ale latinilor și grecilor bizantini din aceea perioadă: când William a exclamat că această înfrângere a fost pedeapsa lui Dumnezeu asupra lui Mihail Paleologul pentru că și-a încălcat jurământul, Philes a replicat că „Moreea aparține Imperiului Romaniei și este moștenirea împăratului. În schimb tu ești cel care ți-ai încălcat jurămintele față de domn.”
William a mărșăluit apoi spre sud spre cetatea bizantină Mistras. Nu a reușit să cucerească fortul, dar a repopulat și fortificat vechiul oraș Sparta, a jefuit provincia din jur și apoi s-a retras la Nikli. În ciuda succeselor sale în evitarea unei rapide cuceriri bizantine a principatului său, William a epuizat resursele ținutului său: luptele constante au devastat și depopulat țara. Conflictul a degenerat în hărțuieli de ambele părți înainte de a fi suspendat în întregime. Au avut loc negocieri, în care Mihail al VIII-lea a propus ca fiul și moștenitorul său, Andronic al II-lea Paleologul (domnie 1282–1328) să se căsătorească cu fiica și moștenitoarea lui William, Isabella. Propunerea a fost respinsă de opoziția baronilor din Ahaia. În anii următori, William a căutat ajutorul și protecția puternicului Carol de Anjou, al cărui vasal a devenit prin Tratatul de la Viterbo. În fața amenințărilor lui Carol, atenția bizantinilor a fost deviată în altă parte, iar William a reușit să evite o nouă ofensivă bizantină pe scară largă împotriva sa. A urmat o perioadă prelungită de relativă liniște, dar certurile interne ale latinilor au permis bizantinilor să-și recupereze treptat peninsula până la începutul secolului al XIV-lea.